# Accord sur l'agriculture
L'Accord sur l'agriculture de 1994 est l'un des accords qui ont été signés à la fin du cycle d'Uruguay, lors de la création de l'Organisation mondiale du commerce. 

## Histoire
L'accord commence à être négocié dans les années 1980, durant le cycle d'Uruguay. Ces négociations sont lancées sur initiative des États-Unis, dans un contexte de crise de surproduction de produits agricoles, liée à des subventions agricoles importantes des pays développés notamment des États-Unis mais aussi de l'Union européenne via la Politique agricole commune.
À l'ouverture du cycle d'Uruguay, lors de la conférence de Punta del Este, en septembre 1986, l'agriculture est clairement intégrée aux objectifs du cycle. Dans un premier temps, les États-Unis, soutenus par le groupe de Cairns, souhaitent la suppression sur 10 ans de l'ensemble des subventions pour les pays développés,. L'Union européenne s'oppose à cet objectif, ainsi que le Japon et les pays scandinaves.
Le 7 avril 1989, un accord visant à cadrer les négociations est signé, abandonnant l'objectif de suppressions radicales, entérinant un objectif de non-augmentation des subventions agricoles à court terme et d'une diminution progressive à long terme. En décembre 1990, une tentative de compromis est tentée durant la conférence du Heysel, sans résultats. En décembre, un nouveau compromis dit, compromis Dunkel, est tenté sans plus de succès, de par un désaccord sur les oléagineux. Le 20 novembre 1992, un accord bilatéral entre les États-Unis et l'Union européenne, dit accord de Blair House est acté,. Cet accord inclut une réduction des subventions à l'exportation, une exception aux nouvelles aides liées à la réforme de la PAC ainsi qu'un accord définitif sur le conflit des oléagineux. Cependant, à la suite d'élections en France, la France a demandé la remise en question de cet accord à la Commission européenne, qui a rouvert des négociations avec les États-Unis,. Un nouvel accord bilatéral entre les États-Unis et l'Union européenne a été signé le 8 décembre 1993 à Bruxelles, juste avant la fin des négociations du cycle d'Uruguay le 15 décembre 1993,.
L'Accord sur l'agriculture est entré en application en 1995, accord temporaire qui a une durée de 6 ans pour les pays développés et de 10 ans pour les pays en développement. À la fin de ces 6 ans, de nouvelles négociations étaient initialement prévues pour étendre cet accord.

## Contenu

### Classification des systèmes de soutien à l'agriculture
L'Accord sur l'agriculture de 1994 a classé les systèmes de soutien public à l'agriculture en plusieurs catégories, dites « boîtes » :
- la « boîte verte » regroupe les aides autorisées : leurs effets de distorsion sur les échanges doivent être nuls ou minimes. Ces aides sont financées par des fonds publics et non par une augmentation des prix imposés aux consommateurs et n'apportent pas un soutien des prix. C'est le cas des aides « découplées » de la production ou de celles qui ont pour objet la protection de l'environnement ou le développement régional, ainsi que de certaines aides à la recherche[8] ;
- la « boîte orange » contient des aides dont les États se sont engagés à réduire le montant global. Ces aides sont réputées avoir des effets de distorsion sur la production et les échanges. Les mesures de soutien aux prix et les subventions directement liées aux quantités produites entrent dans cette catégorie. Elles sont autorisées sous réserve d'un plafonnement[8] ;
- les aides de la « boîte bleue » sont des aides de la boîte orange qui sont assorties de l'obligation pour l'agriculteur de réduire sa production[9],[8].

### Baisse des subventions à l'exportation et des droits de douane
L'Accord sur l'agriculture entérine des baisses importantes des subventions à l'exportation, celle de l'Union européenne doivent baisser de 21 % en tonnage et 36 % en valeur en 6 ans. Cette baisse de 36 % en 6 ans sur les subventions à l'exportation sont également demandés aux autres pays développés, contre 24 % sur 10 ans pour les pays en développement. Enfin toute nouvelle mesure d'aide à l'exportation est interdite. 
Dans le même temps, les droits de douane de l'Union européenne sur les produits agricoles doivent baisser de 36 % en 6 ans. Cette baisse de 36 % sur 6 ans est demandée pour l'ensemble des pays développés, alors que les pays en développement doivent avoir une baisse de 24 % sur 10 ans et que les pays les moins avancés n'ont eux pas d'obligation. Enfin un contingent minimum d'importation hors de droits de douane est fixé à 3 % puis 5 % de la consommation de chaque produit agricole. Des exceptions à ces dispositions sont mises en place via une clause de sauvegarde et une clause de consultation en cas de chute de prix importation ou de déséquilibres commerciaux,.
L'accord prévoit également une baisse de 20 % des subventions des produits agricoles destinés à la consommation locale (c'est-à-dire ceux de la boîte orange) pour les pays développés et de 13 % pour les pays les moins avancés. Les aides des boîtes verte et bleue n'ont pas de baisse prévue.